# The Ben Shapiro Show
The Ben Shapiro Show es un podcast político diario y un programa de radio en vivo producido por The Daily Wire y presentado por Ben Shapiro.

## Historia
Ben Shapiro fundó The Daily Wire el 21 de septiembre de 2015 como redactor jefe crea su propio podcast político en línea llamado The Ben Shapiro Show.

## Formato y temas
Este podcast político diario que se transmite de Lunes a viernes como un programa de radio en vivo, es producido por The Daily Wire y presentado por el abogado, locutor radiofónico, escritor y comentarista político, conservador Ben Shapiro en donde aborda las noticias más relevantes del día, tanto de los Estados Unidos como del resto del mundo de una manera, conservadora y basada en principios.

## Crecimiento de popularidad
A partir de marzo de 2019, Podtrac clasificó el podcast como el segundo podcast más popular en los Estados Unidos. Westwood One comenzó a sindicar el podcast The Ben Shapiro Show a la radio en abril de 2018. En enero de 2019, Westwood One amplió el programa de Shapiro de podcast a radio de una hora, que agrega un programa de radio en vivo de dos horas sindicado a nivel nacional, durante tres horas de programación diaria de Ben Shapiro. A partir de marzo de 2019, según Westwood One, The Ben Shapiro Show está siendo llevado por más de 200 estaciones, incluso en nueve de los diez principales mercados.  El podcast de Shapiro fue el segundo más popular de iTunes en Estados Unidos, estando solo detrás del de Oprah Winfrey.

## Premios y reconocimientos
En enero de 2019, The Ben Shapiro Show ganó el "Mejor podcast de noticias" en la ceremonia inaugural de los Premios iHeartRadio Podcast.